# مونيكا أيوس
مونيكا أيوس (بالإسبانية: Mónica Ayos)‏ هي ممثلة أرجنتينية، ولدت في 19 يونيو 1972 في بوينس ايرس في الأرجنتين.

## وصلات خارجية
- مونيكا أيوس على موقع IMDb (الإنجليزية)
- مونيكا أيوس على موقع ألو سيني (الفرنسية)
- مونيكا أيوس على موقع قاعدة بيانات الفيلم (الإنجليزية)
- مونيكا أيوس على موقع كينوبويسك (الروسية)